# Женщина, несущая цветочную вазу
«Женщина, несущая цветочную вазу» (нем. Frau, eine Blumenschale tragend) — картина немецкого художника Августа Макке, написанная в 1910 году. В настоящее время хранится в частной коллекции.

## История создания
На создание картины Макке вдохновило посещение 14 мая 1910 года мюнхенской «Выставки шедевров магометанского искусства». На выставке были представлены произведения художников Персии, Турции и стран, испытавших мавританское влияние в результате завоевания (в том числе из собрания известнейшего коллекционера восточного искусства Фридриха Зарре), дающие широкое представление об изобразительном искусстве исламского Востока.

## Описание
Фигура полуобнажённой женщины с вазой цветов в руках представлена в поколенном срезе. Её пропорции, несколько вытянутые, в маньеристском стиле, платок, обёрнутый вокруг бёдер, и другой, повязанный на голове в виде тюрбана, — всё придаёт изображению восточные черты. «Женщина, несущая цветочную вазу» представляет новый тип картины с обнажённой натурой, который Макке разрабатывал в начале пребывания на Тегернзее. В это время ему и его двоюродному брату Хельмуту позировала местная девушка-сыродел.
Модель представлена почти в полный рост. Художник, строя композицию, выбирает оптимальное распределение тональных масс, гармоничные ритмические соотношения. Корпус женщины отклонён вправо, равновесие композиции придаёт ваза, которую она держит, отставив влево.
Картина написана под влиянием стиля Матисса. Светотеневая моделировка фигуры, выделяемой с помощью тёмного контура на нейтральном фоне, дана обобщённо. Лицо модели написано без выделения индвивидуальных черт, тем не менее оно напоминает лицо Элизабет, жены художника. Палитра резко ограничена, а краски приглушённые, спокойные. Художник отказывается от работы дополнительными цветами (жёлтый-синий или красный-зелёный), но тем не менее добивается эффектного результата, достигая гармонии между формой и цветом.
Лицо девушки с полуприкрытыми глазами — невинное, с тонкими чертами — и сочетание прохладных тонов зелёного и синего подчёркивают сдержанный, «даже целомудренный» (Мёллер) эротизм картины. Она отдалённо напоминает работы академистов, прежде всего Энгра, но, в отличие от них не так чувственна.